# Markshall, Essex
Markshall var en civil parish, nu i civil parish Coggeshall, i distriktet Braintree i grevskapet Essex i England. Parish är belägen 9 km från Braintree. Parish hade 52 invånare år 1931. År 1949 blev den en del av den då nybildade Coggeshall. Byn nämndes i Domedagsboken (Domesday Book) år 1086, och kallades då Mercheshala.